# Comté de Humphreys (Mississippi)
Pour les articles homonymes, voir Comté de Humphreys.
Le comté de Humphreys est situé dans l’État du Mississippi, aux États-Unis. Il comptait 11 206 habitants en 2000. Son siège est Belzoni.